# Leptothorax cenatus
Leptothorax cenatus är en myrart som beskrevs av Bolton 1982. Leptothorax cenatus ingår i släktet smalmyror, och familjen myror. Inga underarter finns listade i Catalogue of Life.